# نیکلاس وایلند
نیکلاس وایلند (انگلیسی: Niclas Weiland؛ زادهٔ ۲۲ ژوئیهٔ ۱۹۷۲) بازیکن فوتبال اهل آلمان است.
از باشگاه‌هایی که در آن بازی کرده‌است می‌توان به باشگاه فوتبال سن پائولی، باشگاه فوتبال ماینتس ۰۵، و باشگاه فوتبال هانوفر ۹۶ اشاره کرد.